# Mediterranean Shipping Company
Mediterranean Shipping Company S.A. (MSC) er en schweizisk multinational shippingvirksomhed, der som verdens største driver containerrederi og har indgået i samarbejdet 2M Alliance med Maersk, et samarbejde der ophører i 2025. MSC har 570 containerskibe med en samlet kapacitet på 3.920.784 TEU. De driver krydstogtrederi igennem datterselskabet MSC Cruises.
Hovedkontoret er i Geneve, og de har i alt 524 kontorer i 155 lande. MSC's har 215 handelsruter til over 500 havne.
Mediterranean Shipping Company (MSC) blev etableret i Napoli i 1970 af søfartskaptajn Gianluigi Aponte. I 1978 blev hovedkvarteret flyttet til Geneve i Schweiz.